# Джон Шердаун
Джон Шердаун (нар.11 жовтня 1924— пом. 30 грудня 2012) — колишній співробітник канадського посольства в Тегерані, який допоміг врятуватися шістьом американським дипломатам. Їм вдалося втекти, коли під час революційних подій 1979 року, американське посольство захопили студенти-ісламісти і взяли заручників.
Ця історія стала сюжетом стрічки Бена Аффлека «Арго».

## Раннє життя
Ширдаун народився 11 жовтня 1924 року в Сендвічі, Онтаріо (нині Віндзор, Онтаріо).
У віці 18 років він вступив до Королівських канадських військово-повітряних сил і пілотував важкий бомбардувальник «Авро Ланкастер» під час Другої світової війни, виживши після того, як йому довелося катапультуватися над Англією, повертаючись з місії. Він залишився на військовій службі після війни, а також служив у Кореї.
Пізніше він працював у канадській імміграційній службі, починаючи приблизно з 1962 року, потім 27 років на дипломатичній службі, вийшовши на пенсію у 1989 році.

## Канадський капер
4 листопада 1979 року розпочалася криза із заручниками в Ірані, коли 52 американських дипломатів і цивільних осіб були захоплені іранцями в Тегерані в заручники. На той час Шеардаун був головним імміграційним офіцером, другою за рангом посадовою особою в канадському посольстві в Тегерані.
Групі з п'яти американців вдалося втекти з полону. Після шести днів переховування один з них, Роберт Андерс, зателефонував до Ширдауна, друга, з яким він грав у теніс, і попросив про допомогу. Ширдаун негайно зв'язався зі своїм начальником, послом Кеном Тейлором, який повідомив канадський уряд. Схвалення було отримано швидко. Шердаун і його дружина Зена переховували трьох американців (Андерса і подружжя Кору Амберн-Лієк і Марка Лієка) у своєму орендованому 20-кімнатному будинку протягом 79 днів, ризикуючи власним життям, а Тейлор переховував двох інших (подружжя Джозефа і Кетлін Стаффорд). 27 листопада Тейлору зателефонував шведський посол Кай Сундберг і попросив прийняти у себе американця Лі Шаца. Шатц жив у шведського дипломата, але шведський посол вважав, що він зможе краще видати себе за канадця. Тейлор погодився і поселив Шатца в резиденції Ширдаунів. Ширдауни покинули Тегеран за кілька днів до того, як ЦРУ вивезло шістьох американців з країни за підробленими канадськими паспортами 27 січня 1980 року.
За участь у Канадському каперстві Ширдаун став членом Ордену Канади. Він лобіював, щоб його дружина, яка не мала на це права як британська громадянка, що ніколи не жила в Канаді, була удостоєна такої ж честі, яку вона отримала в 1981 році на почесній основі завдяки втручанню Флори Макдональд. (Пізніше вона стала повноправним членом, отримавши канадське громадянство).
Джон і Зена Ширдаун були зображені в канадсько-американському телевізійному фільмі 1981 року «Втеча з Ірану»: Канадський капер" Кріса Віґґінса та Діани Баррінгтон, відповідно. Після виходу на екрани голлівудського фільму «Арго» про канадський капер у 2012 році режисер Бен Аффлек подзвонив і особисто вибачився перед Ширдаунами за те, що через сюжетні та часові обмеження не зміг зняти їх, заявивши в одному з інтерв'ю: «Це справді трохи розбило мені серце».

## Особисте життя і смерть
Шердаун був одружений двічі. З першою дружиною, Кетлін Бенсон, він розлучився. Зі своєю другою дружиною, Зеною Хан, він був одружений з 1975 року до своєї смерті в Оттаві 30 грудня 2012 року. Він боровся з хворобою Альцгеймера та іншими недугами. У нього залишилися двоє синів, Робін і Джон-молодший, дочка Жаклін, а також численні онуки і правнуки.